# Coscinasterias tenuispina
Coscinasterias tenuispina är en sjöstjärneart som först beskrevs av Jean-Baptiste Lamarck 1816.  Coscinasterias tenuispina ingår i släktet Coscinasterias och familjen trollsjöstjärnor. Inga underarter finns listade i Catalogue of Life.

## Bildgalleri

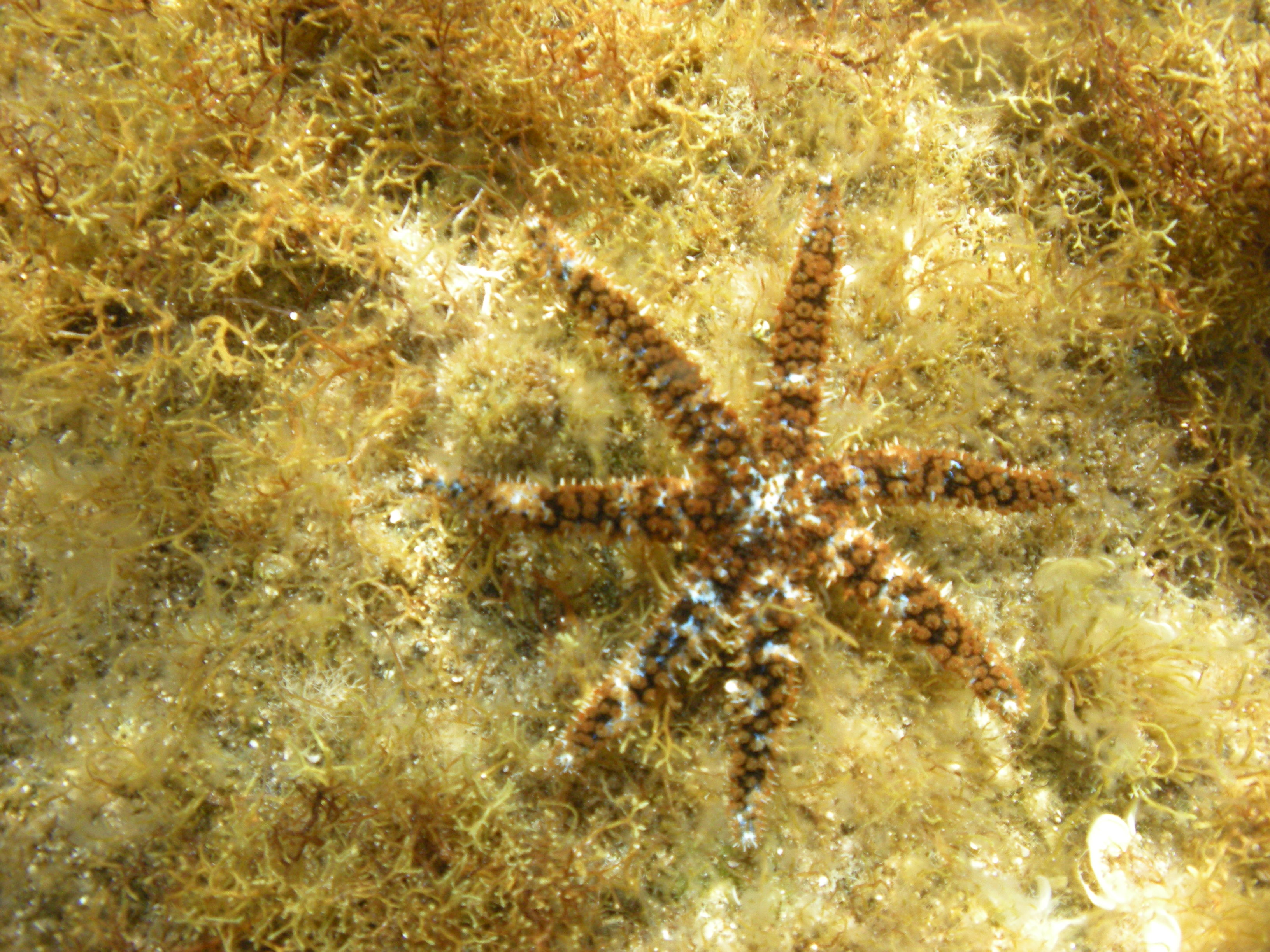
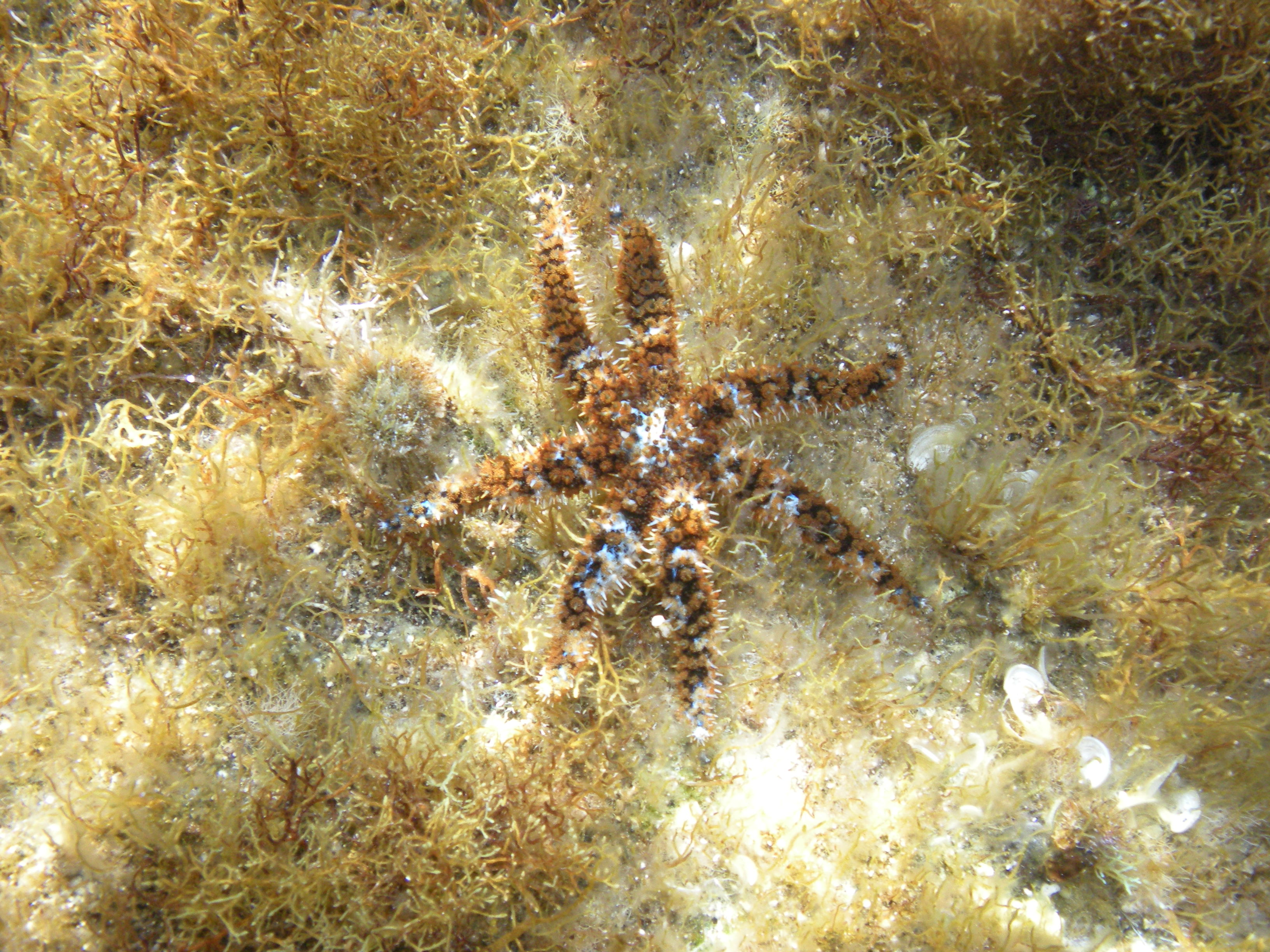
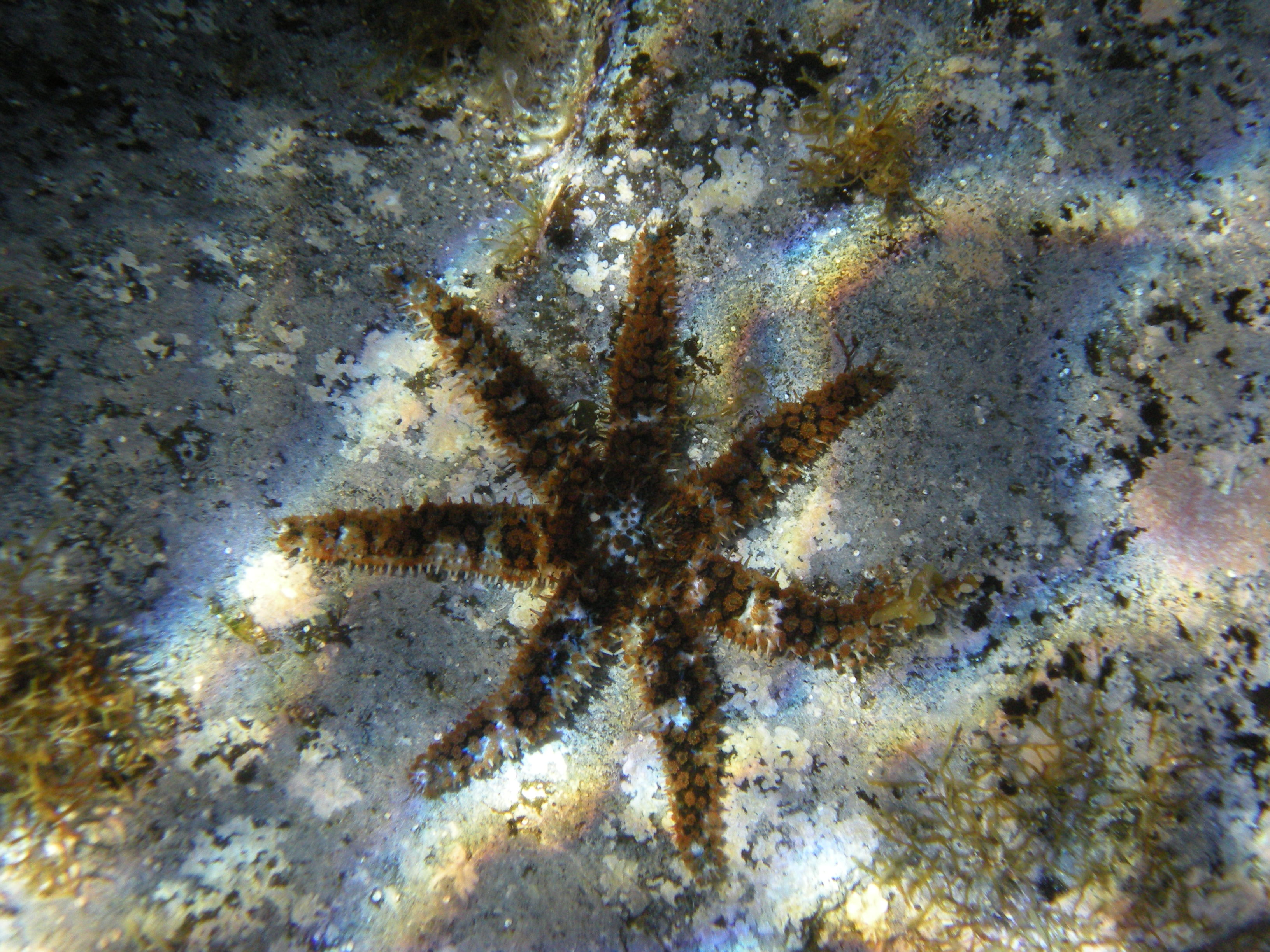
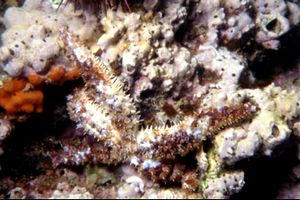